# Socialisme del segle XXI

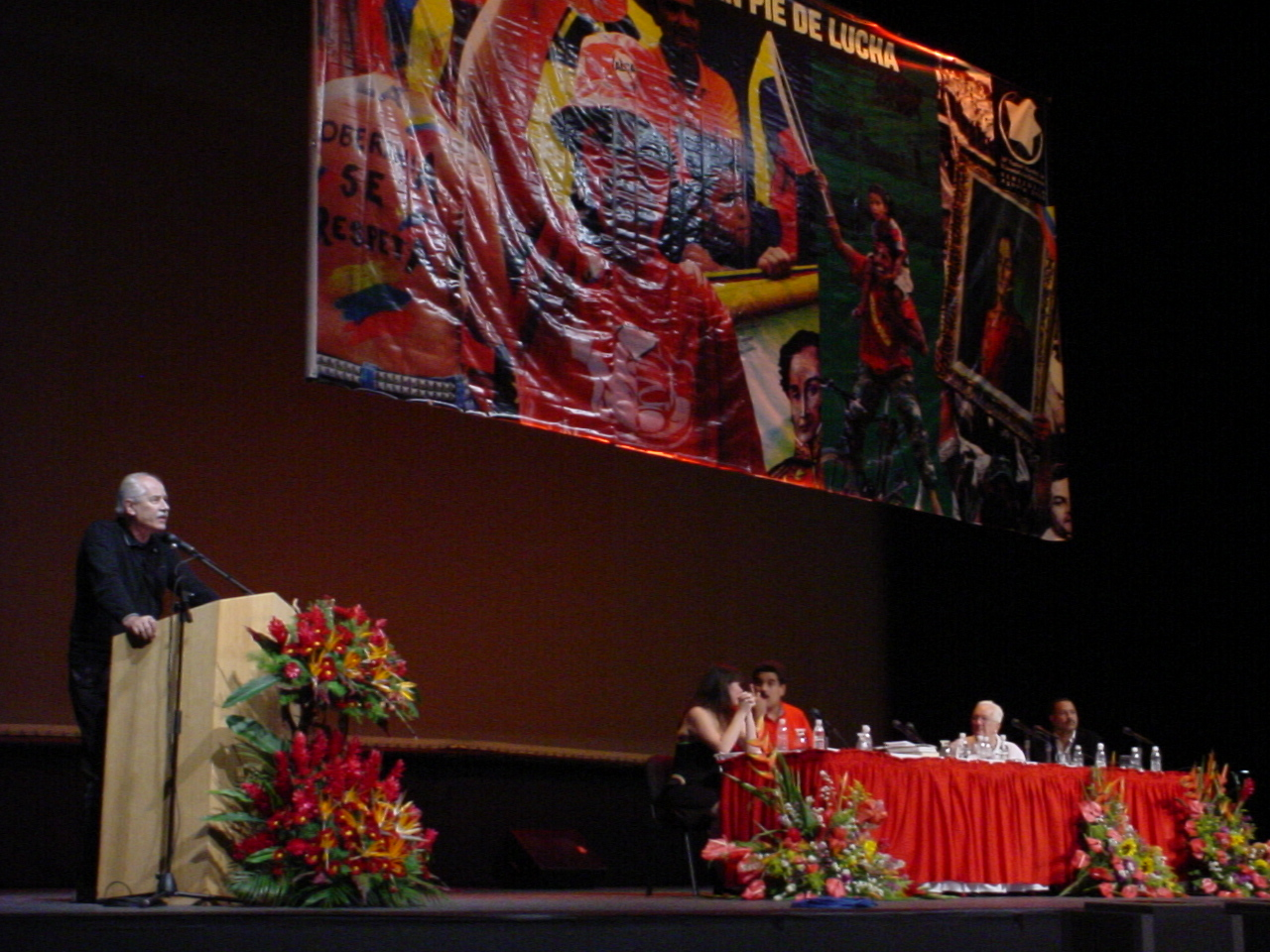
Un dels màxims teòrics del Socialisme del Segle XXI Heinz Dieterich parlant als assistents al Festival Mundial de la Joventut, Caracas, 2005

El Socialisme del Segle XXI és un concepte ideat per Heinz Dieterich Steffan, a partir de 1996, i molt difós des del 30 de gener de 2005, pel President de Veneçuela, Hugo Chávez dins del marc del V Fòrum Social Mundial. En el procés de la revolució bolivariana, Chávez ha assenyalat que per arribar a aquest socialisme hi haurà una etapa de transició que ha denominat com "Democràcia Revolucionària".
Hugo Chávez va expressar que: "Hem assumit el compromís de dirigir la Revolució Bolivariana cap al socialisme i contribuir a la senda del socialisme, un socialisme del segle XXI que es basa en la solidaritat, en la fraternitat, en l'amor, en la llibertat i en la igualtat" en un discurs a mitjans de l'any 2006. A més, aquest socialisme no està predefinit. Més aviat, va dir Chávez "hem de transformar el mode de capital i avançar cap a un nou socialisme que s'ha de construir cada dia".
Al seu judici per les condicions presents a l'actual món globalitzat, aquesta transició serà bastant prolongada. Dins d'aquest concepte seria definitivament el socialisme el camí a continuar, en contra del model neoliberal vigent avui en dia.
Segons el màxim mandatari del govern veneçolà caldrà realitzar una transformació profunda de l'estructura social, econòmica i política, però que no es pot pretendre accelerar matusserament la dinàmica dels canvis estructurals. Per aquest motiu ha fet un cridat a generar la discussió sobre el tema, per obrir vies en aquest sistema de vida proposat i en el procés de desenvolupament de les regions geopolítiques.

## Estructura Ideològica
Heinz Dieterich, a la seva obra "Socialisme del Segle XXI" es basa en la visió de Karl Marx sobre la dinàmica social i la lluita de classes, però supera la dialèctica que sutenta el pensament marxista, influït pel filòsof Enrique Dussel i la seva Filosofia de l'Alliberament (de fet esmenta Dussel al principi de l'obra). Dieterich és partidari de la Democràcia participativa i directa, amb la qual cosa s'aparta de la teoria de la Dictadura del proletariat de Marx, assumint actituds que poguessin arribar a assemblar-se al socialisme llibertari.
Heinz Dieterich critica Marx per no haver ideat un sistema econòmic viable per a la societat comunista i per establir un model estàtic i absolut de la societat ideal. En canvi, dins del que denomina Socialisme del Segle XXI no hi ha una estructura absoluta i final sobre el que ha de ser una societat sense classes socials

### Praxi Teòrica
Al contrari del marxisme, Dieterich no estableix un model únic i absolut per aconseguir una societat democràtica, participativa, socialista i sense classes socials. Més aviat estableix un marc metodològic per elaborar el que denomina El Nou Projecte Històric (NPH) amb l'ajuda del Bloc Regional de Poder (BRP) que serien les societats o comunitats que recolzin el NPH d'una determinada societat; que actualment seria la Revolució bolivariana de Veneçuela.

### Economia d'Equivalències
Dieterich en el "Socialisme del Segle XXI" proposa un model econòmic que no estigui basada en el preu de mercat, fonament de l'Economia de mercat i del Capitalisme, font de les asimetries socials i de la sobre explotació de recursos naturals, segons el seu punt de vista.
Proposa el que denomina una Economia de valors fundat en el valor del treball que implica un producte o servei i no en les lleis de l'oferta i la demanda. Aquest valor del treball es mesuraria senzillament pel temps de treball que demanda un determinat producte o servei; a més dels valors agregats a l'esmentat treball, és a dir, el temps de treball que es va utilitzar per produir les eines o serveis que s'empren en el treball mateix, la qual cosa al seu torn porta a un cicle complex de temps de treball sumats recíprocament. Per solucionar el problema pràctic que implica la teoria de l'Economia de valors, proposa utilitzar l'anomenada Rosa de Peters. L'aplicació d'aquest tipus d'economia, segons el punt de vista de Dieterich, posaria fi a l'explotació de l'ésser humà contra l'ésser humà i trauria poder i influència als grans capitalistes, la qual cosa produiria una veritable democràcia econòmica i social; on no s'imposarien els interessos de les grans empreses per sobre l'interès general de la societat, una cosa que succeeix en totes les democràcies segons Dieterich.
El projecte d'Economia de valors no està profusament detallat en el Socialisme del Segle XXI ni considera el grau de complexitat de determinats treballs, que exigeixen especialitzacions científiques, i el temps de treball del qual no pot ser valorat de la mateixa manera que els treballs no especialitzats. Tampoc no considera el valor físic de producció energètica per sobre el consum energètic d'un determinat treball (en anglès conegut com a EROEI), eina fonamental pel desenvolupament social, tecnològic i humà d'una societat. Això projecta una economia d'equivalències on és igual el treball d'un carboner (per exemple) al d'un científic nuclear o al d'un psiquiatre, el qual ha originat una de les principals crítiques a aquest tipus d'economies, ja que l'incentiu per estudiar ciències es perd i el desenvolupament tecnològic i científic de la civilització s'estanca.

### Constant Reformulació
Heinz Dieterich Steffan, al final de la seva obra, crida a un debat obert i constructiu per millorar el projecte del Socialisme del Segle XXI, motiu pel qual indica que l'esmentada ideologia continua reformulant-se.
Dieterich actualment és l'assessor principal del president veneçolà Hugo Chávez, el qual el converteix en el principal ideòleg de la Revolució bolivariana i en un dels actors principals d'aquest procés.
Recentment Dieterich ha expressat que l'economia mixta és el mitjà per arribar al Socialisme del segle xxi, el qual indica la versatilitat pragmàtica de l'esmentat socialisme.

## Hugo Chávez i El Socialisme del Segle XXI

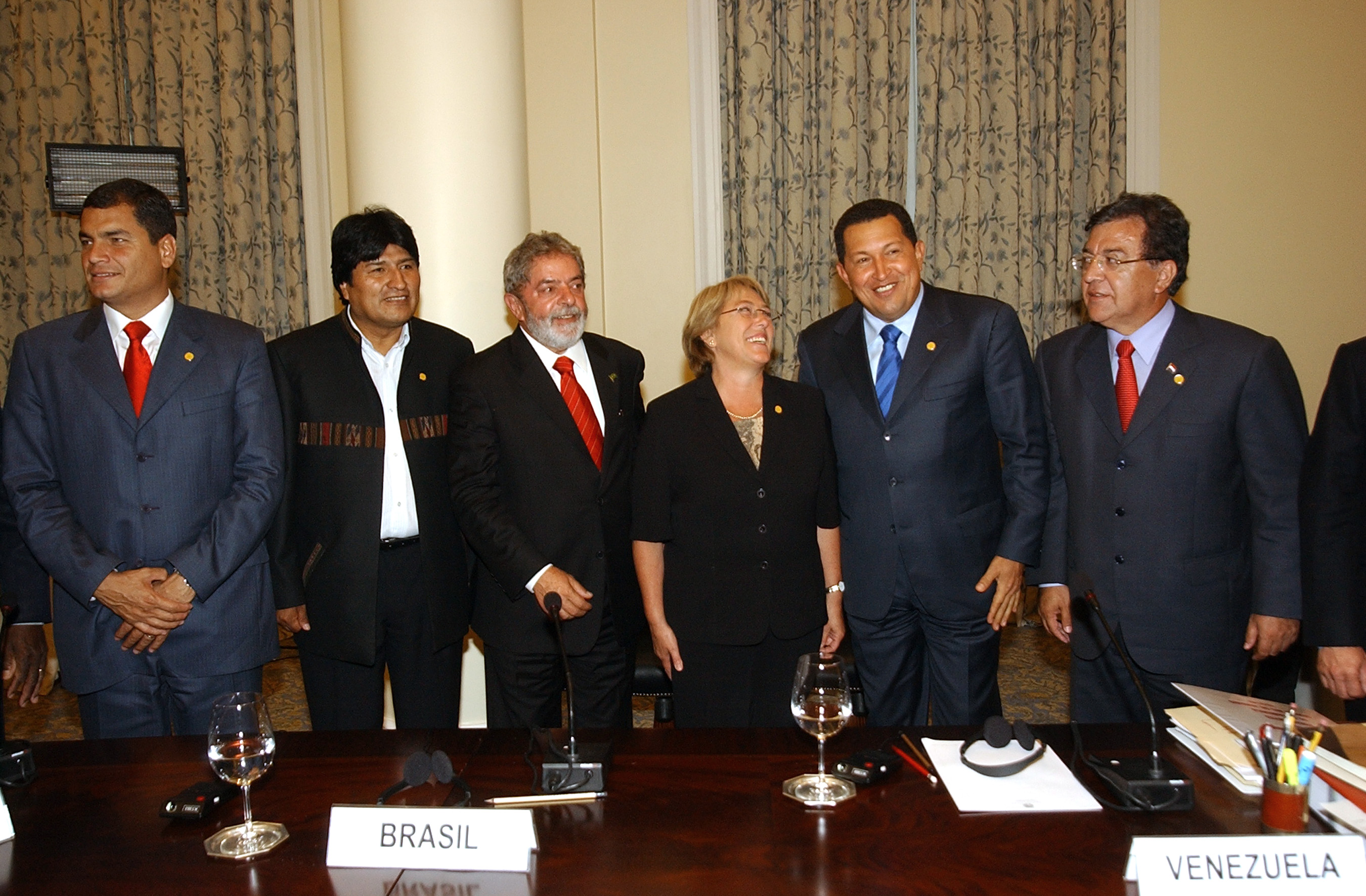
Els Presidents Rafael Correa (Equador), Evo Morales (Bolívia), Lula da Silva (Brasil), Michelle Bachelet (Xile), Hugo Chavez (Veneçuela) i Nicanor Duarte (Paraguay) a una trobada presidencial a Rio de Janeiro. El primer, el segon i el cinquè han expressat públicament el seu compromís amb els plantejaments del Socialisme del Segle XXI

Actualment el govern veneçolà d'Hugo Chávez és l'únic que està implementant avançadament el Socialisme del Segle XXI, també mandataris com Rafael Correa del Equador i Evo Morales de Bolívia han manifestat que seguiran el rumb d'aquest tipus de socialisme.
La idea del socialisme del Segle XXI ha anat prenent caràcters tradicionalment socialistes en els últims anys, especialment el 2005 i el 2006. Chávez ha arribat a dir que prèviament "arribava a pensar (...) en un capitalisme amb rostre humà, o el capitalisme social, una tercera via entre socialisme i capitalisme. El pas dels anys em va convèncer que això era impossible: un capitalisme humà és una contradicció per si mateix".
A començaments de 2007, el president veneçolà mostrava les seves referències teòriques, davant la cúpula eclesiàstica del seu país expressant al respecte: "Els recomano als bisbes que llegeixin a Marx, a Lenin, que vagin a buscar la Bíblia perquè vegin el Socialisme en les seves línies, al vell i al nou testament, en el sermó de la muntanya.". En el mateix acte, Chávez va afirmar compartir idees trotskistes, com la revolució permanent.

## Crítiques
Existeixen alguns crítics al Socialisme del Segle XXI, generalment provenen de sectors tant de la dreta com de l'Esquerra. Alguns marxistes ho consideren un socialisme fal·laç i la dreta estima que es basa en idees caduques.
Des de diversos sectors socials i ideològics pròxims a l'acció i moviments populars de base s'al·lega que no és possible parlar seriosament d'un socialisme del segle XXI si abans no es realitza una crítica profunda del "socialisme real" que va existir el passat segle a Rússia i l'Est Europeu i així com d'altres models estadocèntrics, perquè sinó s'estableixen les causes del seu fracàs es poden repetir els mateixos i acabar en un nou fracàs que converteixi la situació en alguna cosa pitjor que el problema que es buscava solucionar.